# André Burakovsky
André Burakovsky (Klagenfurt, Austria, 9 de febrero de 1995), apodado Burky o Burracuda, es un jugador profesional austriaco de hockey sobre hielo que se desempeña en la posición de extremo izquierdo en Seattle Kraken, equipo de la National Hockey League (NHL).

## Carrera
Fue seleccionado en la primera ronda en la NHL Entry Draft de 2013. En 2014 hizo su debut profesional con el equipo Washington Capitals, en el cual jugó cinco temporadas (2014-2019), después pasó a Colorado Avalanche (2019-2022), luego a Seattle Kraken, donde lleva jugando dos temporadas.